# Арсаки (станция)
Арса́ки — железнодорожная станция Ярославского направления Московской железной дороги в Александровском районе Владимирской области. Входит в Московско-Курский центр организации работы железнодорожных станций ДЦС-1 Московской дирекции управления движением. По основному характеру работы является промежуточной, по объёму работы отнесена к 4 классу.
Расположена в 96 км от Москвы. Первая станция и ОП во Владимирской области на данном направлении.
Станция находится на участке Пост 81 км — Александров, совмещённом с Большим кольцом Московской ЖД, поэтому также обслуживается пригородными поездами Большого кольца Александров — Дмитров и Александров — Поварово III.
Рядом со станцией находится посёлок сельского типа Арсаки Александровского района Владимирской области. Также на восток находится деревня Арсаки. От станции имеется подъездной путь к находившейся в окрестностях расформированной воинской части инженерных войск.

## Описание
Две боковые платформы. В 2015 году была проведена реконструкция платформ с демонтажом старых железобетонных конструкций и капитальным ремонтом кассового павильона. Турникеты отсутствуют.
Два кирпичных сооружения, уцелевших от старого комплекса железнодорожной станции, расположены по обе стороны путей: водонапорная башня начала XX века и двухэтажная монастырская гостиница, характерный пример жилого здания конца XIX века в русском стиле.